# Anuar Battisti
Dom Anuar Battisti (Progresso, 19 de fevereiro de 1953) é um sacerdote católico e atual arcebispo emérito de Maringá.

## Estudos e presbiterado
Nasceu na localidade Alto Honorato, município de Lajeado. É o terceiro de oito filhos de Aniceto Battisti e Edorilda Knipof dos Santos.
Em 1963, ainda criança, transferiu-se com a família para Tupãssi; mesmo ano que ingressou no Seminário Menor de Toledo, onde fez o ensino fundamental. De 1967 a 1970, cursou o antigo ginásio, no Seminário de Cascavel. Cursou o ensino médio no Seminário São José, em Curitiba, entre os anos de 1971 e 1973.
Em Curitiba, na Pontifícia Universidade Católica do Paraná, cursou a faculdade de Filosofia nos anos de 1974 a 1976, residindo no Seminário Rainha dos Apóstolos. Nos anos de 1977 e 1978 cursou a faculdade de Teologia no Studium Theologicum, então afiliado à Pontifícia Universidade Lateranense, de Roma. De outubro de 1978 a março de 1979, participou da escola sacerdotal do Movimento Focolare, em Frascati, na Itália.
Completou sua formação teológica nos anos de 1979 e 1980, na Faculdade de Teologia Nossa Senhora da Assunção, em São Paulo. Foi ordenado presbítero, do clero diocesano de Toledo, no dia 8 de dezembro de 1980, pela imposição das mãos de Dom Geraldo Majella Agnelo.
Como sacerdote, ocupou funções sempre relacionadas à formação dos jovens seminaristas. De 1981 a 1985, foi reitor do Seminário Maria Mãe da Igreja, da Diocese de Toledo. Ao mesmo tempo, respondia pela Paróquia de Vila Nova e lecionava na FACITOL (hoje Centro Universitário da Unioeste), demonstrando desde cedo seu interesse pela educação universitária. De 1985 a 1988, foi reitor da casa de formação dos seminaristas maiores do Oeste do Paraná, em Curitiba.
Em 1986, participou, em Toluca, no México, do Quinto Curso de Formadores, promovido pelo Departamento de Vocações e Ministérios, do CELAM. De 1986 a 1989, foi presidente da Organização dos Seminários e Institutos do Brasil; e, de 1987 a 1990, da Organização dos Seminários Latino-Americanos. Foi diretor espiritual do Seminário de Toledo, de 1989 a 1991. Em 1990, participou, em Roma, da Assembleia Geral do Sínodo dos Bispos sobre formação presbiteral. De 1991 a 1995, residiu em Bogotá, na Colômbia, sede do CELAM, onde trabalhou como secretário executivo do Departamento de Vocações e Ministérios, do CELAM.
Foi pároco da Paróquia de São Pedro e São Paulo, em Toledo, quando, no ano de 1996, com a transferência de Dom Lúcio Baumgaertner para Cascavel, foi nomeado administrador diocesano, cargo que exerceu por dois anos e meio.

## Episcopado
Em 15 de abril de 1998, por escolha do Papa João Paulo II, foi nomeado bispo diocesano de Toledo, recebendo a ordenação episcopal no dia 20 de junho do mesmo ano, das mãos de Dom Lúcio Ignácio Baumgartner sendo concelebrantes Dom Armando Círio e Dom Geraldo Majella Agnelo e empossado no mesmo dia da ordenação episcopal.
Durante os anos de 2003 a 2007, exerceu duas funções importantes, para as quais foi eleito, uma em nível continental, outra em âmbito nacional: foi o responsável pela Seção de Seminários e Ministérios Ordenados, do CELAM, para toda a América Latina, e presidente da Comissão para os Ministérios Ordenados e a Vida Consagrada, da CNBB, para todo o Brasil.
No dia 29 de setembro de 2004, foi nomeado como arcebispo da Arquidiocese de Maringá. Tomou posse como arcebispo, em missa solene, na Catedral de Maringá, em 24 de novembro do mesmo ano.
Em maio de 2007 participou como membro delegado pela CNBB da Quinta Conferência Geral do Episcopado Latino-americano e Caribenho, na cidade de Aparecida do Norte.
Em 22 de outubro de 2009 o arcebispo recebeu da Pontifícia Universidade Católica do Paraná, o título de Doutor Honoris Causa.
O Papa Francisco acolheu, em 20 de novembro de 2019, o pedido de renúncia apresentado por dom Anuar Battisti ao governo pastoral da arquidiocese de Maringá.

## Ordenações episcopais
Dom Anuar foi o ordenante principal da ordenação episcopal de:
- Dom Luiz Gonçalves Knupp
- Dom Bruno Elizeu Versari
- Dom Elói Roggia

E foi coordenante de:
- Dom Odilo Pedro Scherer (2002)
- Dom Edmar Peron (2010)
- Dom Mário Spaki (2018)

## Títulos
- Doutor Honoris Causa pela Pontifícia Universidade Católica do Paraná (PUCPR). 22 de outubro de 2009.